# Малое Кадряково
Малое Кадряково (тат. Кече Кадрәк) — деревня в Рыбно-Слободском районе Республики Татарстан. Входит в Козяково-Челнинское сельское поселение.
Расположена в бассейне реки Шумбут в 36 км к северо-востоку от посёлка городского типа Рыбная Слобода.

## История
Основано в 1843 году крестьянами, которые были выселены из деревни Кадряково Челны (бывшие крепостные помещика Якоби (Яковлева)). Ранее на месте этой деревни находился поташный завод и пчельник.
До 1917 в статистических источниках население, земля, торгово-промышленные и прочие заведения в Малом Кадряково учитывались вместе с данными по селу Кадряково (в настоящее время Большое Кадряково).
До 1920 деревня входила в Шумбутскую волость Лаишевского уезда Казанской губернии. С 1920 года в составе Лаишевского кантона Татарской АССР. С 1927 года в Рыбно-Слободском районе, с 01.02.1963 в Мамадышском районе. В 1965 году вновь включено в состав Рыбно-Слободского района.
По состоянию на 2021 год поселение фактически заброшено, сохранилось 2 хозяйства.

## Население
| 1920 | 1926 | 1938 | 1949 | 1958 | 1970 | 1979 | 1989 | 2010 |
| ---- | ---- | ---- | ---- | ---- | ---- | ---- | ---- | ---- |
| 339  | 405  | 320  | 70   | 68   | 23   | 88   | 25   | 6    |